# Lepidiota sticta
Lepidiota sticta är en skalbaggsart som beskrevs av Britton 1978. Lepidiota sticta ingår i släktet Lepidiota och familjen Melolonthidae. Inga underarter finns listade i Catalogue of Life.